# Station Saint-Macaire
Station Saint-Macaire is een spoorweghalte in de Franse gemeente Saint-Macaire. Zij wordt bediend door treinen van het netwerk TER Nouvelle-Aquitaine op het traject Bordeaux - Agen.